# Agylla nubens
Agylla nubens là một loài bướm đêm thuộc phân họ Arctiinae, họ Erebidae.